# 謝文展
謝文展（1952年11月25日—）是一位台灣發明家、電子工程師以及國立聯合大學工業設計系兼任助理教授。其最知名的貢獻是高中時，發明了電子自動門。現在從事環保產品之研發。

## 獲獎紀錄
- 2006年4月5日，與徐義權以《置物拖架》參與《第34屆日內瓦發明展》獲得金牌。
- 2006年4月5日，與游志堅以《飲用品優質化器》《第34屆日內瓦發明展》獲得銀牌。
- 2008年8月12日，與游志堅、胡天鐘、拾已寰等人《以氫氣為燃料之爐具》參與《97年國家發明創作獎/台北國際發明暨技術交易展》，獲金牌獎。
- 2008年9月25日，與游志堅、胡天鐘、劉俊麟等人以《車輛停車充電系統之作動機構》參與《97年國家發明創作獎/台北國際發明暨技術交易展》，獲金牌獎。

## 站外連結
- 謝文展先生的個人網頁（页面存档备份，存于）